# Аурифлама (микрорегион)
Аурифлама (порт. Microrregião de Auriflama) — микрорегион в Бразилии, входит в штат Сан-Паулу. Составная часть мезорегиона Сан-Жозе-ду-Риу-Прету. 
Население составляет 	46 367	 человек (на 2010 год). Площадь — 	2 314,046	 км². Плотность населения — 	20,04	 чел./км².

## Демография
Согласно сведениям, собранным в ходе переписи 2010 г. Национальным институтом географии и статистики (IBGE), население микрорегиона составляет:						
| Полное население                             | Полное население                             | Полное население                             | Полное население                             | 46 367 |
| -------------------------------------------- | -------------------------------------------- | -------------------------------------------- | -------------------------------------------- | ------ |
| в том числе:                                 | Городское население                          | 40 188                                       | Процент городского населения, %              | 86,67  |
|                                              | Сельское население                           | 6 179                                        | Процент сельского населения, %               | 13,33  |
|                                              | Мужское население                            | 23 609                                       | Процент мужского населения, %                | 50,92  |
|                                              | Женское население                            | 22 758                                       | Процент женского населения, %                | 49,08  |
| Плотность населения, чел/км²                 | Плотность населения, чел/км²                 | Плотность населения, чел/км²                 | Плотность населения, чел/км²                 | 20,04  |
| Население микрорегиона в % к населению штата | Население микрорегиона в % к населению штата | Население микрорегиона в % к населению штата | Население микрорегиона в % к населению штата | 0,11   |

## Статистика
- Валовой внутренний продукт на 2003 составляет 408 288 570,00 реалов (данные: Бразильский институт географии и статистики).
- Валовой внутренний продукт на душу населения на 2003 составляет 9221,38 реалов (данные: Бразильский институт географии и статистики).
- Индекс развития человеческого потенциала на 2000 составляет 0,770 (данные: Программа развития ООН).

## Состав микрорегиона
В составе микрорегиона включены следующие муниципалитеты:
1. Аурифлама
2. Флореал
3. Гастан-Видигал
4. Женерал-Салгаду
5. Гузоландия
6. Магда
7. Нова-Кастилью
8. Нова-Лузитания
9. Сан-Жуан-ди-Ирасема